# Narros del Puerto
Narros del Puerto – gmina w Hiszpanii, w prowincji Ávila, w Kastylii i León, o powierzchni 10,37 km². W 2011 roku gmina liczyła 38 mieszkańców.